# 혼조촌 (나가노현)
혼조촌(本城村)은 나가노현 히가시치쿠마군에 놓여졌던 촌이다.
2005년 10월 11일에 동부 사카이촌, 사카키타촌과 대등 합병해 지쿠호쿠촌(筑北村（ちくほくむら）)이 되었다.

## 지리
마쓰모토 분지와 나가노 분지의 중간에 위치하는 지쿠호쿠 분지의 남단에 위치한다.
마을 중앙부에는 분지가 좁은 평탄지가 펼쳐지지만 북쪽을 제외한 삼면은 해발 1,000m급 산들로 둘러싸여 있다

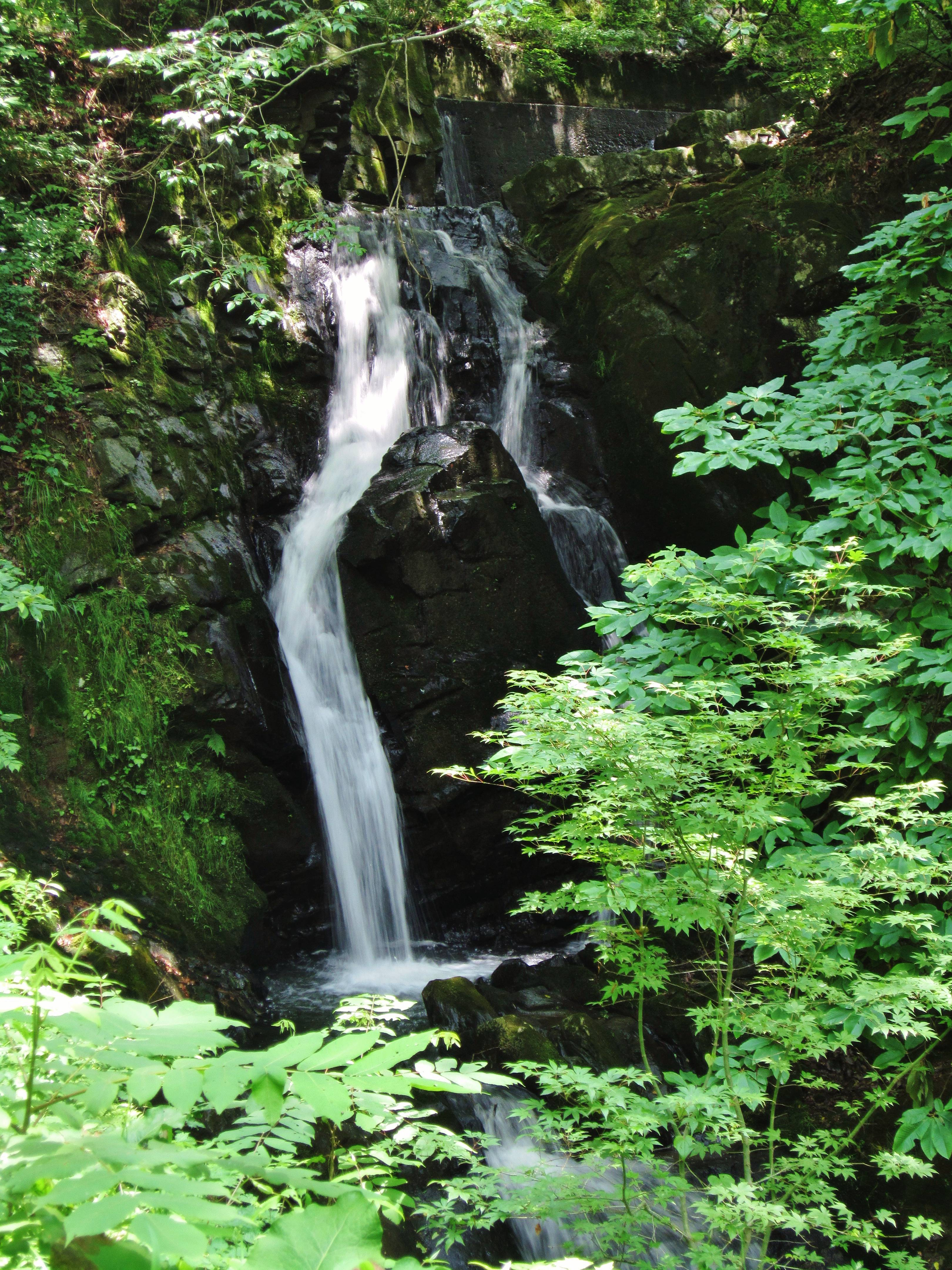
벳쇼강・오타키
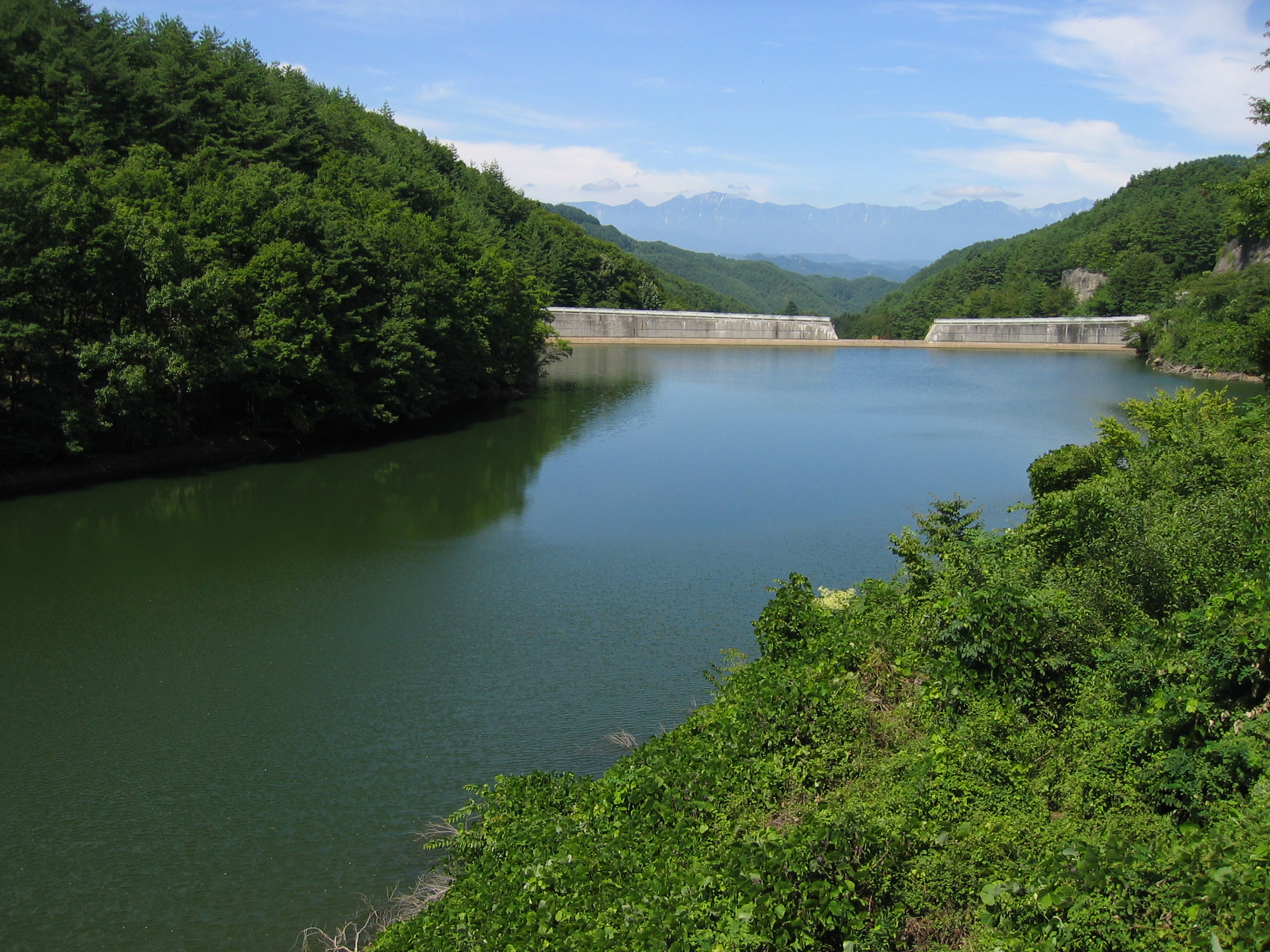
도조 댐 호수
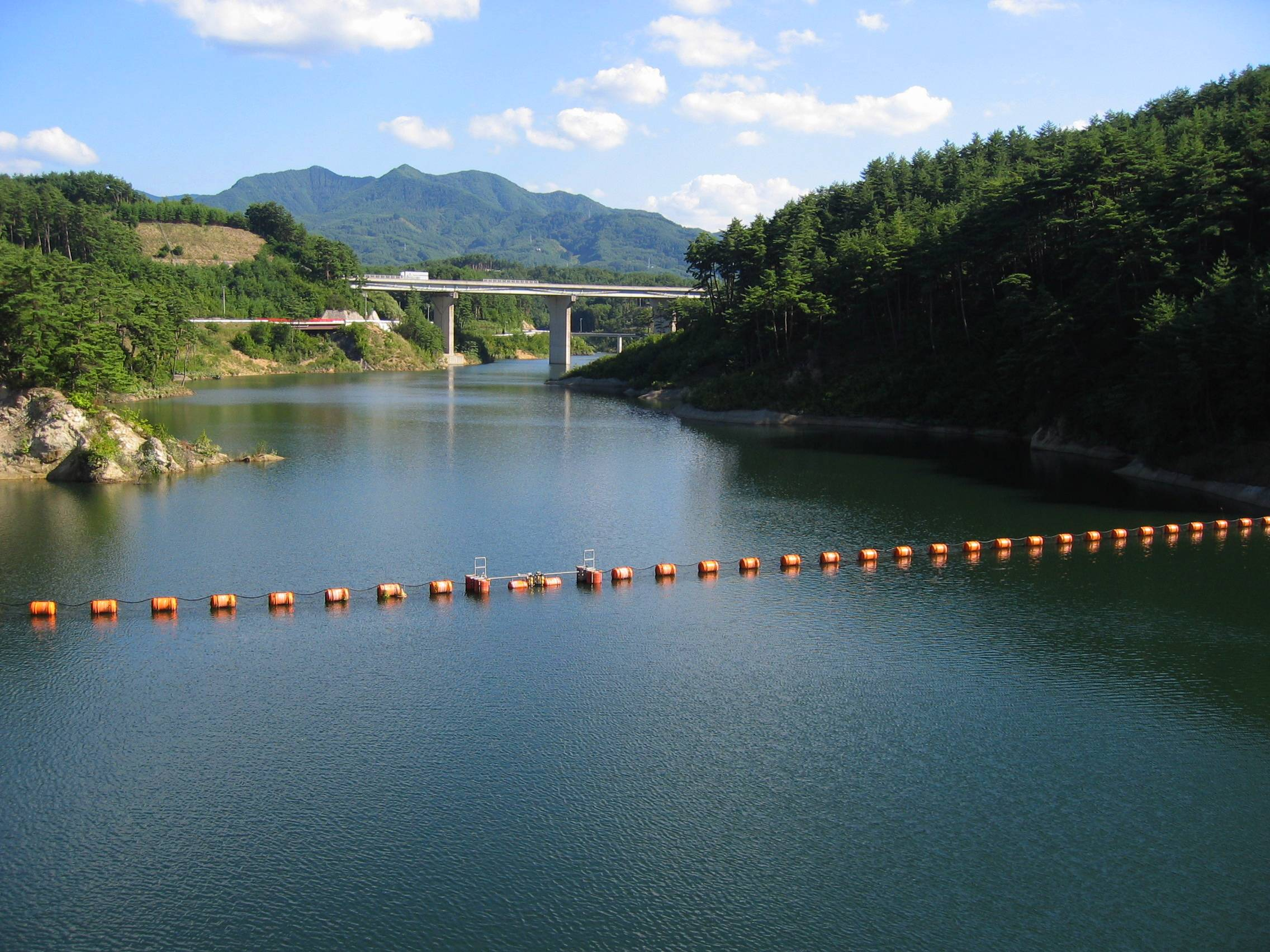
코인쿠마 댐 호수와 나가노 자동차도

## 역사
- 1889년 4월 1일 - 정촌제 시행과 함께 도조 촌·사이조 촌·난바시 촌·오사와 닛타 촌의 구역으로 성립하였다.
- 1952년 4월 1일 - 나카가와촌의 일부를 편입하였다.
- 2005년 10월 11일 - 사카이촌, 사카키타촌과 합병해 지쿠호쿠촌이 성립하였다. 동일 혼조촌은 폐지되었다.

## 교통

### 철도
- 동일본 여객철도 시노노이 선

### 도로
- 나가노 자동차도
- 국도 143호선
- 국도 403호선